# إروين توماس
إروين توماس (بالإنجليزية: Irwin Thomas)‏ هو مغني أسترالي، ولد في 6 يناير 1971 في مانهاتن في الولايات المتحدة.

## وصلات خارجية
- إروين توماس على موقع ميوزك برينز (الإنجليزية)